# 오 마이 갓 (영화)
《오 마이 갓》은 2025년 4월 23일 개봉한 대한민국의 코미디 드라마 영화다. 

## 캐스팅

### 주연
- 최진욱 : 진욱 역
- 피민지 : 하영 역

### 조연
- 서울 : 하영 부 역
- 김영선 : 하영 모 역
- 전상진 : 전욱 부 역
- 김금순 : 진욱 모 역
- 고주환 : 요셉 역
- 하명진 : 최명진 역

## 참고 사항
- 엔딩곡으로 고주환, 하명진이 부른 '열려라 참깨'가 삽입되었다.